# Menorquit
Menorquit és el pseudònim amb què Joan Timoner Petrus va publicar entre els anys 1930 i 1932 més de cinquanta articles a La Voz de Menorca. Els seus articles són un clar exponent del debat nacionalista donat a Menorca als inicis de la II República espanyola en relació al projecte d'Estatut per a les Illes Balears.